# Zwartvintonijn
De zwartvintonijn of Atlantische tonijn (Thunnus atlanticus) is een straalvinnige vis uit de familie van makrelen (Scombridae) en behoort derhalve tot de orde van baarsachtigen (Perciformes). De vis kan een lengte bereiken van 108 cm en een gewicht van 21 kg.
De soort staat op de Rode Lijst van de IUCN als niet bedreigd, beoordelingsjaar 2010.

## Leefomgeving
De zwartvintonijn is een zoutwatervis. De vis prefereert een tropisch klimaat en leeft hoofdzakelijk in de Atlantische Oceaan. De diepteverspreiding is 0 tot 50 m onder het wateroppervlak.

## Relatie tot de mens
De zwartvintonijn is voor de visserij van aanzienlijk commercieel belang. Op Aruba, Bonaire en Curaçao is het een populaire sportvis die vanaf bootjes wordt gevangen met een sleeplijn. De zwartvintonijn is een smakelijke en makkelijke vis die zich breed laat combineren. Ook Sashimi van een verse Zwartvin is bijzonder goed.